# Рок Хил
Рок Хил (на английски: Rock Hill) е град в щата Южна Каролина, САЩ. Рок Хил е с население от 73 068 жители (по приблизителна оценка от 2017 г.) и обща площ от 82,41 км2. Основан е през 1852 г., а получава статут на град през 1892 г. Разположен е в окръг Йорк в североцентралната част на щата. „Рок“ означава скала, камък, а „Хил“ хълм. Името идва от това, че на мястото на града е имало скално образувание, което железопътната компания проправяла трасето е трябвало да премахне, за да прокара жп линиите. На мястото на скалата е построена жп гара, която впоследствие става известна като Рок Хил.